# Howard Dean
Howard Brush Dean III, född 17 november 1948 i New York, är en amerikansk politiker (demokrat). Han är utbildad till läkare, var viceguvernör i delstaten Vermont 1987–1991, guvernör 1991–2003 och partiordförande för Demokraterna (chairman of the Democratic National Committee) 2005–2009. Dean anses idag allmänt tillhöra partiets vänsterflygel, men förde som Vermont-guvernör en restriktiv ekonomisk politik som fick honom att snarast betraktas som en mittenpolitiker.
Howard Dean ställde upp i demokraterna primärval inför presidentvalet i USA 2004, där han under en period betraktades som en av huvudkandidaterna till att bli partiets presidentkandidat, inte minst på grund av en effektiv användning av Internet för att få stöd för sin kampanj, som framför allt stöddes av yngre aktivister i partiet. Vändningen kom då TV-bilder fångade Dean under ett valmöte med sina aktivister, direkt efter motgången vid primärvalet i Iowa den 19 januari 2004, då han vrålade ut namnen på delstater de skulle vinna och avslutade med ett skrik som lät ungefär Byaaah!!!, något som kom att få benämningen Dean Scream. Händelsen kom snabbt att få stor uppmärksamhet i medierna och blev stoff för allehanda komiker, talkshowvärdar och politiska kommentatorer. "Presidentmässigheten" i skriket blev omdiskuterad. Howard Deans kampanj tappade fart och slutligen vann John Kerry primärvalet. Kerry förlorade sedan presidentvalet mot den sittande George W. Bush.
Dean blev ordförande i Democratic National Committee den 12 februari 2005. Han efterträddes 2009 av Tim Kaine.